# فیلیپ ام. مورس
 فیلیپ ام مورس (انگلیسی: Philip M. Morse؛ زاده ۶ اوت ۱۹۰۳ درگذشته ۵ سپتامبر ۱۹۸۵) یک دانشمند اهل ایالات متحده آمریکا بود.